# Coenosia elegans
Coenosia elegans este o specie de muște din genul Coenosia, familia Muscidae, descrisă de Huckett în anul 1965. Conform Catalogue of Life specia Coenosia elegans nu are subspecii cunoscute.